# Adria Mobil/2012
Deze pagina geeft een overzicht van de Adria Mobil wielerploeg in 2012.

## Transfers
| Inkomend          | Team 2011             | Uitgaand      | Team 2012          |
| ----------------- | --------------------- | ------------- | ------------------ |
| Marko Kump        | Geox-TMC Transformers | Marco Haller  | Team Katjoesja     |
| Kristijan Đurasek | Loborika Favorit Team | Blaž Jarc     | Team NetApp        |
| Radoslav Rogina   | Loborika Favorit Team | Blaž Furdi    | Tirol Cycling Team |
| Matej Mugerli     | Perutnina Ptuj        | Jure Zagar    | Gestopt            |
| Simon Pavlin      | Onbekend              | Mitja Mahorič | Gestopt            |

## Renners
| Naam              | Geboortedatum    | Nationaliteit | Ploeg 2011            |
| ----------------- | ---------------- | ------------- | --------------------- |
| Kristijan Đurasek | 26 juli 1987     | Kroatië       | Loborika Favorit Team |
| Kristjan Fajt     | 7 mei 1982       | Slovenië      |                       |
| Matej Gnezda      | 12 januari 1979  | Slovenië      |                       |
| Pavel Gorenc      | 15 juli 1991     | Slovenië      |                       |
| Aljaž Hočevar     | 20 augustus 1991 | Slovenië      |                       |
| Marko Kump        | 9 september 1988 | Slovenië      | Geox-TMC Transformers |
| Matej Mugerli     | 17 juni 1981     | Slovenië      | Perutnina Ptuj        |
| Tomaž Nose        | 21 april 1982    | Slovenië      |                       |
| Simon Pavlin      | 15 mei 1992      | Slovenië      | Onbekend              |
| Radoslav Rogina   | 3 maart 1979     | Kroatië       | Loborika Favorit Team |
| Primoz Segina     | 11 januari 1985  | Slovenië      |                       |

## Kalender (profwedstrijden)
| Wedstrijd                            | Datum              | Categorie |
| ------------------------------------ | ------------------ | --------- |
| Trofeo Laigueglia                    | 18 februari 2012   | 1.1       |
| GP Lugano                            | 26 februari 2012   | 1.1       |
| Internationale Wielerweek            | 20-24 maart 2012   | 2.1       |
| Ronde van de Apennijnen              | 15 april 2012      | 1.1       |
| GP Industria & Artigianato-Larciano  | 28 april 2012      | 1.1       |
| Ronde van Toscane                    | 29 april 2012      | 1.1       |
| Szlakiem Grodów Piastowskich         | 4-6 mei 2012       | 2.1       |
| ProRace Berlin                       | 10 juni 2012       | 1.1       |
| Ronde van Slovenië                   | 14-17 juni 2012    | 2.1       |
| Koers van de Olympische Solidariteit | 4-8 juli 2012      | 2.1       |
| GP Nobili Rubinetterie               | 14 juli 2012       | 1.1       |
| Trofeo Matteotti                     | 29 juli 2012       | 1.1       |
| GP Industria & Commercio di Prato    | 23 augustus 2012   | 1.1       |
| Ronde van Padanië                    | 3-7 september 2012 | 2.1       |
| WK Ploegentijdrit                    | 16 september 2012  | WK        |

## Overwinningen
| Wedstrijd                              | Datum             | Categorie | Winnaar         |
| -------------------------------------- | ----------------- | --------- | --------------- |
| Poreč Trophy                           | 11 maart 2012     | 1.2       | Matej Mugerli   |
| 1e etappe Istrian Spring Trophy        | 16 maart 2012     | 2.2       | Marko Kump      |
| Banja Luka-Belgrado I                  | 21 april 2012     | 1.2       | Marko Kump      |
| Banja Luka-Belgrado II                 | 22 april 2012     | 1.2       | Matej Mugerli   |
| 1e etappe Szlakiem Grodów Piastowskich | 4 mei 2012        | 2.2       | Marko Kump      |
| 4e etappe Szlakiem Grodów Piastowskich | 6 mei 2012        | 2.2       | Radoslav Rogina |
| Grand Prix Südkärnten                  | 3 juni 2012       | 1.2       | Marko Kump      |
| Central European Tour Budapest GP      | 22 juli 2012      | 1.2       | Marko Kump      |
| GP Ljubljana- Zagreb                   | 26 augustus 2012  | 1.2       | Marko Kump      |
| Tour of Vojvodina I                    | 21 september 2012 | 1.2       | Kristjan Fajt   |

2005 · 2006 · 2007 · 2008 · 2009 · 2010 · 2011 · 2012 · 2013 · 2014 · 2015 · 2016